# Мелконян, Сирак
Сирак Мелконян (перс. سیراک ملکنیان‎, арм. Սիրակ Մելքոնյան; 15 октября 1930, Тегеран, Иран — 17 августа 2024, Торонто, Канада) — один из пионеров современного искусства в Иране и иранского модернизма.

## Биография
Родился 15 октября 1930 года в Тегеране, Иран.
Мелконян начал свою карьеру, как и многие другие художники, используя фигуративность как свою основную стилистическую черту в своих рисунках, гравюрах и картинах. Затем он начал экспериментировать с другими иранскими модернистами, как реакция на старшее поколение иранских художников.
Его фигуративные работы привлекли внимание к его искусству и принесли ему премию Императорского двора на Тегеранской биеннале в 1958 году за его работы, включая линогравюры. Его фигуративные работы были оценены и представлены на Парижской биеннале (1959), Венецианской биеннале (1958), после того как он ранее выиграл Выставку современных иранских художников Иранско-американского общества (1957).
В начале 1960-х годов Мелконян начал уделять больше внимания абстракции в своих работах и стал ведущей фигурой на иранской арт-сцене благодаря своим успехам на родине и за рубежом. В 1961 году Мелконян был частью выставки, организованной в Saderat Bank в Тегеране (вместе с Маркосом Григоряном, Биджаном Саффари, Сохрабом Сепехри, Манучером Шейбани и Парвизом Танаволи), которая привлекла поддержку и внимание иранского покровителя искусств Эбби Грей.
Мелконян основал Azad Art Group в начале 1970-х годов вместе с некоторыми другими важными художниками, которые жили и работали в Иране в то время. Они были официально представлены на Тегеранской международной художественной ярмарке в 1974 году, раздвинув границы и понимание концептуального искусства и инсталляций в Иране.
Сирак Мелконян выставлял свои работы на более чем 140 выставках по всему миру, от Тегерана до Парижа, от Нью-Йорка до Еревана. Его работы можно найти в крупных государственных и частных международных коллекциях, таких как Niavaran Palace, TMoCA и LACMA.
Умер 17 августа 2024 года в возрасте 93 года.